# Stanko Vraz
Stanko Vraz (vlastním jménem Jakob Fras; 30. června 1810, Cerovec poblíž Ljutomeru – 24. května 1851, Záhřeb) byl významným chorvatským a slovinským spisovatelem romantického období, účastník ilyrského hnutí.

## Život a dílo
Na základní školu chodil do Ljutomeru, v Mariboru pak studoval gymnázium. V Grazu poté studoval filozofii a právo, které však nedokončil, neboť se zajímal hlavně, spíše a pouze cizími jazyky a literaturou, než právními záležitostmi. V literatuře působil v řadě oblastí (byl básníkem; kritikem, cestopiscem a překladatelem). V duchu proslovanského smýšlení tehdejší literární generace si nechal v roce 1836 změnit jméno z německy znějícího Jakob Fras na Stanko Vraz. V roce 1848 se spolu s Matem Topalovičem zúčastnil Slovanského sjezdu v Praze.
Byl prvním skutečně vzdělaným a odborným chorvatským spisovatelem. V roce 1842 spolu s dalšími (Vukotinović, Rakovac) začal vydávat časopis Kolo. Ve své kritické práci se zaměřil na to, aby se tvorba blížila evropským standardům; na jeho praxi potom navázala řada dalších a tak se Vraz de facto stal zakladatelem moderní chorvatské literární kritiky. Kritizoval např. sbírku lidových písní „Tamburaši Ilirski“ svého přítele Topaloviče.
Mezi jeho nejhodnotnější práci patří milostná lyrika.[zdroj?] Přinesl tak do celé chorvatské literatury svěží, odlehčující formu, podobně jako řada dalších ilyristů. Jeho díla byla psána kraňským nářečím slovinského jazyka, který se potom stal předlohou pro skutečný spisovný jazyk, kodifikovaný o řadu let později. Mezi významné sbírky patří Narodne pesmi ilirske, koje se pevaju po Štajerskoj, Kranjskoj, Koruškoj i zapadnoj strani Ugarske (Lidové písně ilyrské, které se zpívají ve Štýrsku, Kraňsku, Korutanech a západní části Uher. Na rozdíl od řady dalších básnických sbírek (Đulabije, Glasi iz dubrave žerovinske, Glasi i Tambura) byly psány již slovinsky a v chorvatské abecedě, kterou později Slovinci přijali.